# (31679) Glenngrimmett
(31679) Glenngrimmett est un astéroïde de la ceinture principale.

## Description
(31679) Glenngrimmett est un astéroïde de la ceinture principale. Il fut découvert le 10 mai 1999 à Socorro par le projet LINEAR. Il présente une orbite caractérisée par un demi-grand axe de 2,54 UA, une excentricité de 0,08 et une inclinaison de 5,1° par rapport à l'écliptique.

## Compléments